# Храм Архангела Михаила (Новая Гребля)
Храм Архангела Михаила (Михайловская церковь) — православный храм в селе Новая Гребля Калиновского района Винницкой области Украины. Памятник архитектуры национального значения.

## История
Первая деревянная церковь была построена в селе в 1701 году. В 1860 году перестроена в стиле позднего классицизма. На стенах сохранилась живопись ХІХ столетия. Церковь построена на средства священника Луки, который вложил в строительство 500 рублей золотом собственных денег и денег его семьи.